# Poronaj
Poronaj (russisk: Порона́й, tr. Poronaj) er en flod på øen Sakhalin i Rusland. Floden er 350 km lang, med et afvandingsområde på 7.990 km² og en middelvandføring på 120 m³/s.
Floden har sit udspring i Øst-Sakhalinbjergene og munder ud ved byen Poronajsk i Terpenija-bugten (russisk: Залив Терпения, tr. Zaliv Terpenija, dansk: ~ Tolmodsbugten) ved det Okhotske Hav. Floden er et vigtigt gydeområde for laksefisk.
50°22′19″N 143°10′56″Ø / 50.372028°N 143.182314°Ø